# Jamie Gillis
Jamie Gillis (Nueva York, Jamey Ira Gurman; 20 de abril de 1943 - Nueva York, 19 de febrero de 2010) fue un actor pornográfico, director y miembro estadounidense de la Salón de la Fama AVN. Estaba casado con la leyenda del cine porno Serena (actriz).

## Primeros años
Jamey Ira Gurman recibió el nombre de Jamie Gillis debido al personjae de Tyrone Power en la película El cisne negro (1942), y el apellido de Gillis de la novia que vivía con él en las primeras películas. Gillis asistió más tarde en la Universidad de Columbia y se graduó magna cum laude. Mientras trabajaba de taxista, respondió a un anuncio en The Village Voice.

## Carrera
Apareció en más de 470 películas como actor." También dirigió diversas películas para adultos. Abiertamente bisexual, apareció en muchas películas de porno gay, incluida una escena de sexo con Zebedy Colt en la película de sadomasoquismo de Gerard Damiano de 1975 The Story of Joanna. Gillis apareció en la película de Hollywood Nighthawks (1981) como jefe del personaje de Lindsay Wagner (se acredita como "diseñador"). También se hizo un nombre en dos películas de Radley Metzger, The Opening of Misty Beethoven (1976) y Barbara Broadcast (1977); el primer es considerado, por el galardonado autor Toni Bentley, la "joya de la corona" de la Edad de Oro del porno.
Según Al Goldstein, Gillis siempre fue descrito como "sexualmente el hombre más salvaje, decadente y extraordinario del negocio". SU escena con Brooke Fields fue emblemática en ese sentido. Fue un pionero en el estilo pornográfico conocido como gonzo. Además de protagonizar la primera película Buttman, también creó la influyente serie On the Prowl. Como una estrella porno que viajaba en una limusina busca chicos aficionados con quien tenía sexo, la serie de vídeos fue muy popular e inspiró una escena de la película Boogie Nights. También coprodujo la popular serie Dirty Debutante con su compañero director y actor Ed Powers, así como las series de películas Walking Toilet Bowl centradas en lluvia dorada y coprofilia.

## Muerte
Gillis murió el 19 de febrero de 2010 en Nueva York a causa de un melanoma, que se le diagnosticó cuatro o cinco meses antes. En una entrevista de audio en The Rialto Report poco antes de su muerte, Gillis va declarar que en la década de los 70 quería que sus cenizas fueras dispersadas en Times Square, pero un año antes cambió de opinión, afirmando que el nuevo Times Square que surgió de los 90 contaminaría sus cenizas.

## Filmografía

### Como actor, incompleta
- Die You Zombie Bastards! (2005)
- Potty Mouth (2004)
- Luv Generation (2004)
- Sunset Stripped (2002)
- New Wave Hookers 5 (1997)
- Bobby Sox (1996)
- Play My Flute (1991)
- Uncle Jamie's Double Trouble (1991)
- Playin' Dirty (1990)
- Jamie Gillis and Africa (1990)
- Alien Space Avenger (1989)
- Adventures of Buttman (1989)
- Head Lock (1989)
- Taboo IV (1985)
- New Wave Hookers (1984)
- A Little Bit of Hanky Panky (1984)
- Night of the Zombies (1981)
- Roommates (1981)
- Wanda Whips Wall Street (1981)
- Nighthawks (1981)
- Dracula Exotica (1980)
- The Ecstasy Girls (1979)
- Sensual Fire (1979)
- Dracula Sucks (aka Lust At First Bite) (1978)
- A Coming of Angels (1977)
- Barbara Broadcast (1977)
- Obsessed (1977)
- Captain Lust and the Pirate Women (1977)
- Through the Looking Glass (1976)
- Water Power (1976)
- The Opening of Misty Beethoven (1976)[5]
- Oriental Blue  (1976)
- Boy 'Napped (1975)
- Deep Throat Part II (1974)

### Como director, incompleta
- Devious Old Gillis (1998)
- Back on the Prowl 2 (1998)
- Back on the Prowl (1998)
- Punished Sex Offenders (1990)
- Takeout Torture (1990)
- On the Prowl (1989)

## Premios
- 1976 Premios AFAA – Mejor actor (The Opening of Misty Beethoven)[5][11]
- 1977 Premios AAFA – Mejor actor (Coming of Angels)[11]
- 1979 Premios AAFA – Mejor actor (Ecstasy Girls)[11]
- 1982 Premios AAFA – Mejor actor secundario (Roommates)[11]
- 1984 Premis XRCO – Mejor escena pervertida (Insatiable II)[12]
- 1985 Premios XRCO – Mejor escena pervertida (Nasty)[13]
- 1987 Premios XRCO – Mejor actor (Deep Throat 2)[11][14]
- 1987 Premios XRCO – Mejor actor secundario (Babyface 2)[11]
- 1987 Premios XRCO – Mejor escena pervertida (Let's Get It On With Amber Lynn)[15]
- 1989 Premios AVN – Mejor actor secundario – (Pretty Peaches 2)[16]
- 1989 Premios XRCO – Mejor actor (Second Skin)[11]
- 1997 Premios AVN – Mejor actor Film (Bobby Sox)[16]
- 1999 Premios AVN – Mejor actor secundario Video (Forever Night)[16]
- Salón de la Fama AVN[17]
- XRCO Hall of Fame[18]